# اسم أحادي

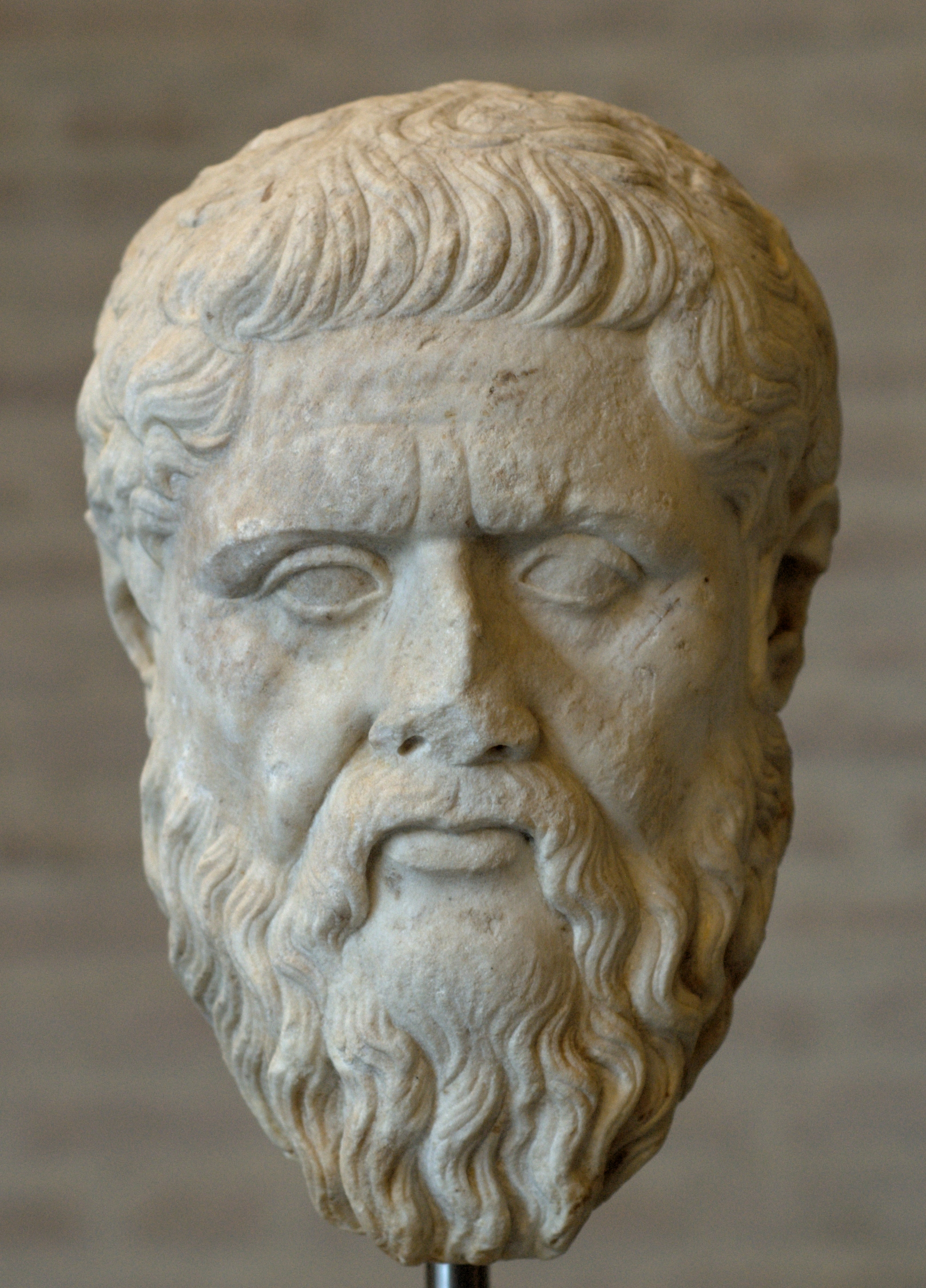
أفلاطون، فيلسوف يوناني

الاسم الأحادي (بالإنجليزية: Mononym)‏ هو اسمٍ يتكون من كلمةٍ واحدةٍ فقط. والفرد الذي يُعرف ويُخاطب بالاسم الأحادي هو شخص أحادي الاسم.
قد يكون الاسم الأحادي هو الاسم الوحيد للشخص الذي يُعطى له عند الولادة. كان هذا أمرًا متعارفًا عليه في معظم المجتمعات القديمة، ولا يزال شائعًا في المجتمعات الحديثة مثل أفغانستان أفغانستان [الإنجليزية]، وبوتان، وإندونيسيا [الإنجليزية] (خاصة لدى الجاوية [الإنجليزية])، وميانمار، ومنغوليا [الإنجليزية]، والتبت [الإنجليزية]، وجنوب الهند.
في حالات أخرى، يمكن لأي شخص اختيار اسم واحد من أسمائه المتعددة أو اعتماد اسم أحادي كاسم مخترا، أو اسم قلمي، أو اسم مسرحي، أو اسم ملكي. قد يصبح الاسم المستعار الشائع اسمًا أحاديًّا، وفي بعض الحالات يتم اعتماده بشكلٍ قانونيٍّ. بالنسبة لبعض الشخصيات التاريخية، الاسم الأحادي هو الاسم الوحيد الذي لا يزال معروفًا حتى اليوم.

## علم أصول الكلمات
تأتي الكلمة mononym من اللغة الإنجليزية mono- ("واحد"، "مفرد") و- onym ("اسم"، "كلمة")، وفي النهاية من اليونانية mónos (μόνος، "مفرد")، و ónoma (ὄνομα، "اسم").

## ملحوظات
1. ↑  اسم: "mononym"; ظرف: "mononymously"; فعل: "mononymize"; اسم مجرد: "mononymity".[3]

## ببليوغرافيا
- الموسوعة الأمريكية, Danville, CT, Grolier, 1986 ed., (ردمك 0-7172-0117-1).
- Encyklopedia Polski (Encyclopedia of Poland), كراكوف, Wydawnictwo Ryszard Kluszczyński, 1996, (ردمك 83-86328-60-6).
- Richard Holmes, "Voltaire's Grin", نيويورك ريفيو أوف بوكس, November 30, 1995, pp. 49–55.
- Richard Holmes, Sidetracks: Explorations of a Romantic Biographer, New York, هاربر كولنز, 2000.
- ويليام سميث (عالم), Dictionary of the Bible: Comprising Its Antiquities..., 1860–65.
- Peter Wetzler, Hirohito and War: Imperial Tradition and Military Decision-Making in Prewar Japan, University of Hawaii Press, 1998, (ردمك 0-8248-1166-6).

## وصلات خارجية
- بيتر فونت، " منصة الأسماء الفردية "، نيويورك تايمز، 21 فبراير 2007.